# Orectogyrus
Orectogyrus – rodzaj wodnych chrząszczy z rodziny krętakowatych i podrodziny Gyrininae.

## Taksonomia
Rodzaj opisany został w 1884 roku przez Maurice'a Auguste'a Régimbarta. Gatunkiem typowym został Orectogyrus cuprifer.

## Opis
Spośród przedstawicieli plemienia gatunki z tego rodzaju wyróżniają się kombinacją cech: czułki o sześcioczłonowym biczyku, tarczka widoczna przy zamkniętych pokrywach, biodra odnóży środkowych nieodseparowane przez metawentryt, umiarkowanie rozróżnialne żeberko pseudofrontalne, omszenie grzbietowej części ciała zlokalizowane bocznie z dużymi lub średnimi łysymi obszarami pośrodku.

## Rozprzestrzenienie
Rodzaj głównie afrotropikalny. Większość gatunków występuje w Afryce subsaharyjskiej i na Madagaskarze, a tylko kilka w Egipcie.

## Systematyka
Rodzaj ten obejmuje około 165 gatunków. Zgrupowane są w kilku podrodzajach, a część pozostaje nieprzypisane do żadnego z nich:
- Orectogyrus (Allogyrus) Brinck, 1955
- Orectogyrus (Amaurogyrus) Guignot, 1955
- Orectogyrus (Capogyrus) Brinck, 1955
- Orectogyrus (Chipogyrus) Brinck, 1956
- Orectogyrus (Clypeogyrus) Guignot, 1952
- Orectogyrus (Gonogyrellus) Guignot, 1955
- Orectogyrus (Isogyrus) Brinck, 1955
- Orectogyrus (Lobogyrus) Brinck, 1955
- Orectogyrus (Mandrogyrus) Brinck, 1955
- Orectogyrus (Meiogyrus) Brinck, 1956
- Orectogyrus (Miragyrus) Brinck, 1956
- Orectogyrus (Monogyrus) Guignot, 1955
- Orectogyrus (Nesogyrus) Brinck, 1955
- Orectogyrus (Ochsogyrus) Brinck, 1956
- Orectogyrus sensu stricto Régimbart, 1884
- Orectogyrus (Oreogyrus) Brinck, 1955
- Orectogyrus (Rapogyrus) Brinck, 1956
- Orectogyrus (Stenogyrus) Brinck, 1956
- Orectogyrus (Trichogyrus) Guignot, 1952
- Orectogyrus (Vipogyrus) Brinck, 1956
- incertae sedis:
  - Orectogyrus assimilis Ahlwarth
  - Orectogyrus coerulescens (Dejean, 1836)
  - Orectogyrus coptogynus Régimbart, 1907
  - Orectogyrus costatus (Aubé, 1838)
  - Orectogyrus demeryi Régimbart, 1892
  - Orectogyrus endroedyi Ochs, 1967
  - Orectogyrus erosus Régimbart, 1906
  - Orectogyrus feminalis Régimbart, 1907
  - Orectogyrus fusciventris Régimbart, 1907
  - Orectogyrus kaszabi Ochs, 1967
  - Orectogyrus kutteri Ochs, 1967
  - Orectogyrus laticostis Régimbart, 1907
  - Orectogyrus longilabris Régimbart, 1907
  - Orectogyrus madagascariensis (Dejean, 1836)
  - Orectogyrus mocquerysi Régimbart, 1892
  - Orectogyrus nairobiensis Régimbart, 1907
  - Orectogyrus oscaris Régimbart, 1884
  - Orectogyrus peridines Guignot, 1955
  - Orectogyrus petrinus Brinck, 1960
  - Orectogyrus rugulifer Régimbart, 1907
  - Orectogyrus rugulosus Régimbart, 1907
  - Orectogyrus schoenherri (Dejean, 1833)
  - Orectogyrus semivillosus (Dejean, 1821)
  - Orectogyrus specularis (Dejean, 1833)
  - Orectogyrus specularis (Aubé, 1838)
  - Orectogyrus spinifer Franciscolo, 1986
  - Orectogyrus virescens Guignot, 1953
  - Orectogyrus walterrossii Franciscolo et Sanfilippo, 1986